# 반월당

## 위치
대구부 덕산정에 있었으며, 현재의 대구광역시 중구 남산2동 반월당역 23번 출구 인근에 세워져 있었다. 1937년 화재로 인해 전소되면서 재건되기도 했지만, 불과 몇 일만에 다시 화재가 발생하면서 백화점으로서의 기능을 상실하게 된다. 반월당은 재건된 뒤부터 상점 여러 곳을 분리하면서 운영했지만, 1981년 도로 확장 공사 때 철거되고 만다.

## 규모
규모가 201.66m2(건평 61평)에 달하는 2층 목조 건물이었다.

## 대구의 백화점
대구 최초의 백화점은 반월당 동성로 1가에 세워진 이비시야였다. 2년 뒤 1934년 북성로에 가장 높고 시설이 좋은 미나카이(三中井)가 생겼다. 미나카이는 대구에서 최초로 엘리베이터가 세워진 건물이었다. 당시 한국인이 세운 백화점은 서문로에 있던 무영당과 덕산정에 있던 반월당이었다.
1943년에 '에서 공신백화점'으로 변경되었다가, 1980년대에는 도로가 확장하면서 폐점을 철반월당반월당.

## 사진

반월당
대구 메트로 센터 반월당 지하쇼핑몰